# Danījal Gadžīev
Danījal Magomeduly Gadžīev (in kazako Даниял Магомедұлы Гаджиев?; Kiziljurt, 20 febbraio 1986) è un lottatore kazako, specializzato nella lotta greco-romana.

## Palmarès
- Giochi olimpici

Londra 2012: bronzo negli 84 kg maschile.